# Tâb
Tâb è il nome egiziano di un gioco da tavolo, giocato in molti paesi musulmani (soprattutto arabi). Di questo gioco esiste anche una famiglia di giochi da tavolo simili in Nord Africa (il sîg) e nell'Asia occidentale, dall'Iran all'Africa occidentale, dalla Turchia alla Somalia (quest'ultima contiene una variante chiamata deleb). Le regole e i tavolieri variano in tutta la regione, anche se quasi tutte consistono in scacchiere di tre o quattro file. Un poema del 1310 d.C. cita un gioco simile chiamato "at-tâb wa-d-dukk".

## Modalità di gioco
Il gioco è descritto come registrato da Edward William Lane in Egitto negli anni venti dell'800.
Questa versione egiziana si gioca tra due giocatori su una scacchiera, spesso delineata sul terreno. La scacchiera ha una grandezza di quattro caselle, ed è solitamente lunga di un numero dispari di caselle, generalmente tra le 7 e le 15, ma a volte anche 29 caselle. All'inizio, uno dei due giocatori posiziona un pezzo (generalmente) bianco su ogni casella della prima fila lunga, mentre l'altro posiziona un pezzo (generalmente) nero su ogni casella della quarta fila lunga. Le pedine possono essere fatte in pietra o in argilla. In Egitto, i pezzi sono descritti come kelb, o cani.
Come il senet (gioco da tavolo dell'Antico Egitto) o lo yut (gioco da tavolo coreano), i dadi usati sono descritti come quattro legnetti a forma di mezzo cilindro, con la parte convessa colorata in nero e l'altra in bianco utilizzati per realizzare il punteggio utile per gli spostamenti. Come i dadi moderni, il valore del lancio dei legnetti dipende dal numero delle facce bianche, come descritto nella tabella.
| Facce bianche | Caselle | Tiro extra | Nome    | Prob. appr. |
| ------------- | ------- | ---------- | ------- | ----------- |
| 0             | 6       | Sì         | Sitteh  | 6%          |
| 1             | 1       | Sì         | Tâb     | 25%         |
| 2             | 2       | No         | Itneyn  | 38%         |
| 3             | 3       | No         | Teláteh | 25%         |
| 4             | 4       | Sì         | Arba'ah | 6%          |

Per ogni pezzo, la prima mossa deve essere un tâb, che converte la pedina da cristiana a musulmana oltre che a muoverla di un campo in avanti. Tipicamente, tutti i tâb iniziali si usano per convertire i pezzi, e solo dopo si usano per altri scopi.

Tavoliere del Tâb board che mostra i percorsi per uno dei due giocatori. Il percorso blu indica quello normale, quello arancione indica il percorso disponibile sotto certe condizioni, e quello punteggiato rappresenta la scelta dei percorsi.

Le pedine si muovono come mostrato nel diagramma, qui nel caso del giocatore "bianco" che inizia nella sua fila iniziale A-I. L'altro giocatore (il "nero", che inizia dalla fila iniziale a-i) si muove allo stesso modo, il che vuol dire che le pedine bianche e nere si muovono nella stessa direzione attraverso ogni fila. Quando una pedina bianca raggiunge la casella s, il bianco può scegliere se rimandarla sulla casella K o mandarla sulla casella a. Tuttavia, ogni pezzo può entrare soltanto una volta nella fila originaria avversaria (a-i per il bianco), e la volta successiva dovrà tornare alla casella K, potendo dunque soltanto circolare tra le due file centrali. Una volta che un pezzo si trova nella fila originaria avversaria, può muoversi soltanto se la propria riga originaria ha svuotato tutte le sue pedine. Nessun pezzo può tornare mai alla sua fila originaria.
Una pedina che termina il suo movimento su una casella occupata da almeno una pedina nemica (anche di numero superiore) rimuoverà tutte le pedine nemiche dalla scacchiera. Se quella pedina finisce invece su una casella occupata da almeno una pedina alleata, allora sarà messa in cima alla pila, della quale solo una pedina alla volta potrà muoversi. Se la stessa pila si muove su una fila dove uno dei pezzi è già stato presente, la pila si riduce a un solo pezzo, e tutti gli altri della pila sono rimossi dalla casella. Tuttavia, al giocatore non è richiesto utilizzare un tiro che porta a una simile mossa. Un lancio tâb può essere usato per spezzare una pila in modo che le pedine possano di nuovo muoversi individualmente senza troppi rischi.
Il gioco termina quando uno dei due giocatori ha perso tutti i pezzi, dando la vittoria all'altro giocatore.
La posizione di un gioco non è data dalla posizione di tutti i pezzi, ma anche dalla loro storia precedente, complicando di conseguenza il gioco.